# پایگاه هوایی گارد ملی مانتگامری
پایگاه هوایی گارد ملی مانتگامری (به انگلیسی: Montgomery Air National Guard Base) یک فرودگاه است . این فرودگاه در شهر مونتگمری کشور ایالات متحده آمریکا قرار دارد .